# 彬聖子
彬 聖子（9月10日—）、日本漫畫家。處女座。血型O型。京都府出身，目前居住於東京。最喜歡足球、騎腳踏車和看吉本新喜劇。1995年11月30日以作品『傲慢情人』《太陽系は君のもの》在『Deluxe別冊少女Comic』雜誌出道，現活躍於『Betsucomi』。

## 作品
- 祕密天堂、全1冊、原名(1996年)
- 愛的進行式、全1冊、原名(1997年)
  - 收錄短篇：愛的進行式、二十億份的愛
- 兄妹情深、全1冊、原名(1998年)
  - 收錄短篇：兄妹情深、Air Mail、36.5℃
- 戀愛3分球、全1冊、原名(1998年)
  - 收錄短篇：戀愛三分球、天使郵件、甜蜜心碎、上京物語
- 銀色戀人、全3冊、原名(1999年)
- 傲慢情人、全2冊、原名(2000年)
- 大和借金女、全1冊、原名(2001年)
  - 收錄短篇：大和借金女、Word
- X2、全1冊、原名(2002年)
  - 收錄短篇：X2、你我的頻率、BABY UNIVERSE
- 果漾青春、全1冊、原名(2002年)
  - 收錄短篇：果漾青春、電波、冰淇淋蘇打、我最引以為傲的居家環境、小動物萬歲！、搬家物語
- 蜜月戀人、全1冊、原名(2003年)
  - 收錄短篇：蜜月戀人、最好的位置、COOL、最後一幕
- 18歲日記、全1冊、原名(2003年)
  - 收錄短篇：：18歲日記、17's 聖經、仰望星空的正確方法、18絵日記、塗鴉後記
- 甜蜜唇膏、全1冊、原名(2004年)
  - 收錄短篇：甜蜜唇膏、流星巧克力蛋糕、耶誕鈴聲、後記
- 恋之歌、全1冊、原名－結合穂村弘大師的短歌作品(2004年)
  - 收錄短篇：恋之歌～末班車～、恋之歌～暗戀的公主～、恋之歌～Before Kiss～、春天的記號
- 奇蹟的碎片、全1冊、原名(2005年)
  - 收錄短篇：奇蹟的碎片、夕陽下的水果糖、時間表
- 喜歡還是愛？、全1冊、原名(2005年)
  - 收錄短篇：O·P·D、HHH、S·E·X
- 猴樣男孩！、全8冊、原名(2005-2008年)
- 因為我愛你、全2冊、原名

## 外部連結
- （日語）http://talent.yahoo.co.jp/pf/detail/pp300297 （页面存档备份，存于）
- inauthor:"彬聖子" - 搜索 Google 圖書